# Louis Althusser
Louis Pierre Althusser (n. 16 octombrie 1918, Bir Mourad Raïs, Algeria franceză, Franța – d. 22 octombrie 1990, La Verrière⁠(d), Île-de-France, Franța) a fost un filosof marxist francez. S-a născut în Algeria și a studiat la École normale supérieure din Paris, unde a devenit în cele din urmă profesor de filosofie.